# Ekkart Sauser
Ekkart Sauser (14. dubna 1933 – 20. listopadu 2019) byl římskokatolický kněz a církevní historik.

## Životopis
Je synem profesora anatomie Gustava Sausera (1899-1969). S pracemi Der Hallstätter Marienaltar von Meister Astl (1956) a Die Zillertaler Inklinanten und ihre Ausweisung im Jahre 1837 (1958/59) získal doktorský titul z filozofie a teologie na innsbrucké univerzitě. Od roku 1967 do odchodu do penze v roce 2001 byl profesorem dějin římskokatolické církve starověku, patrologie a církevní archeologie na teologické fakultě v Trevíru. Byl také docentem v Innsbrucku. Od roku 1952 je členem A.V. Austria Innsbruck v ÖCV a K.D.St.V. Churtrier v CV.

## BBKL
Sauser napsal řadu článků pro Biographisch-Bibliographisches Kirchenlexikon (BBKL), jejichž přesnost byla zpochybněna. 

## Dílo
- Der Hallstätter Marienalter. 1956
- Die Zillertaler Inklinanten und ihre Ausweisung im Jahre 1837. 1959
- spoluautor J. A. Jungmann: Symbolik der katholischen Kirche. 1960
- Bekenner seiner Herrlichkeit - d. Zeugnis frühchristl. Märtyrer. 1964
- Symbolik der katholischen Kirche. 1966
- Frühchristliche Kunst - Sinnbild und Glaubensaussage. 1966
- Revolution des Kreuzes - das Frühchristentum. 1966
- Maria im Advent. 1969
- Das Bildnis Mariens in den Kirchen von Innsbruck. 1970
- Das Christusbild in Innsbruck. 1971
- Kreuze in Nordtirol. 1972
- Woher kommt Kirche? - Ortskirchen der Frühzeit und Kirchenbewußtsein heute. 1978
- Heilige und Engel im Kirchenjahr. 1979
- So nahe steht uns die Ostkirche. 1980
- Herrenfeste im Kirchenjahr. 1981
- Heilige und Seelige im Bistum Trier. 1987
- Seelsorge und Seelsorger. 1990
- zusammen mit B. Kettern: Der Schönfelderhof. Ort der christlichen Caritas in Geschichte und Gegenwart. 1989